# آتش‌ددان
آتش‌ددان(نام علمی: Pyrotheriidae) نام یک تیره از راسته آتش‌ددسانان است.